# Victorian Heritage Register

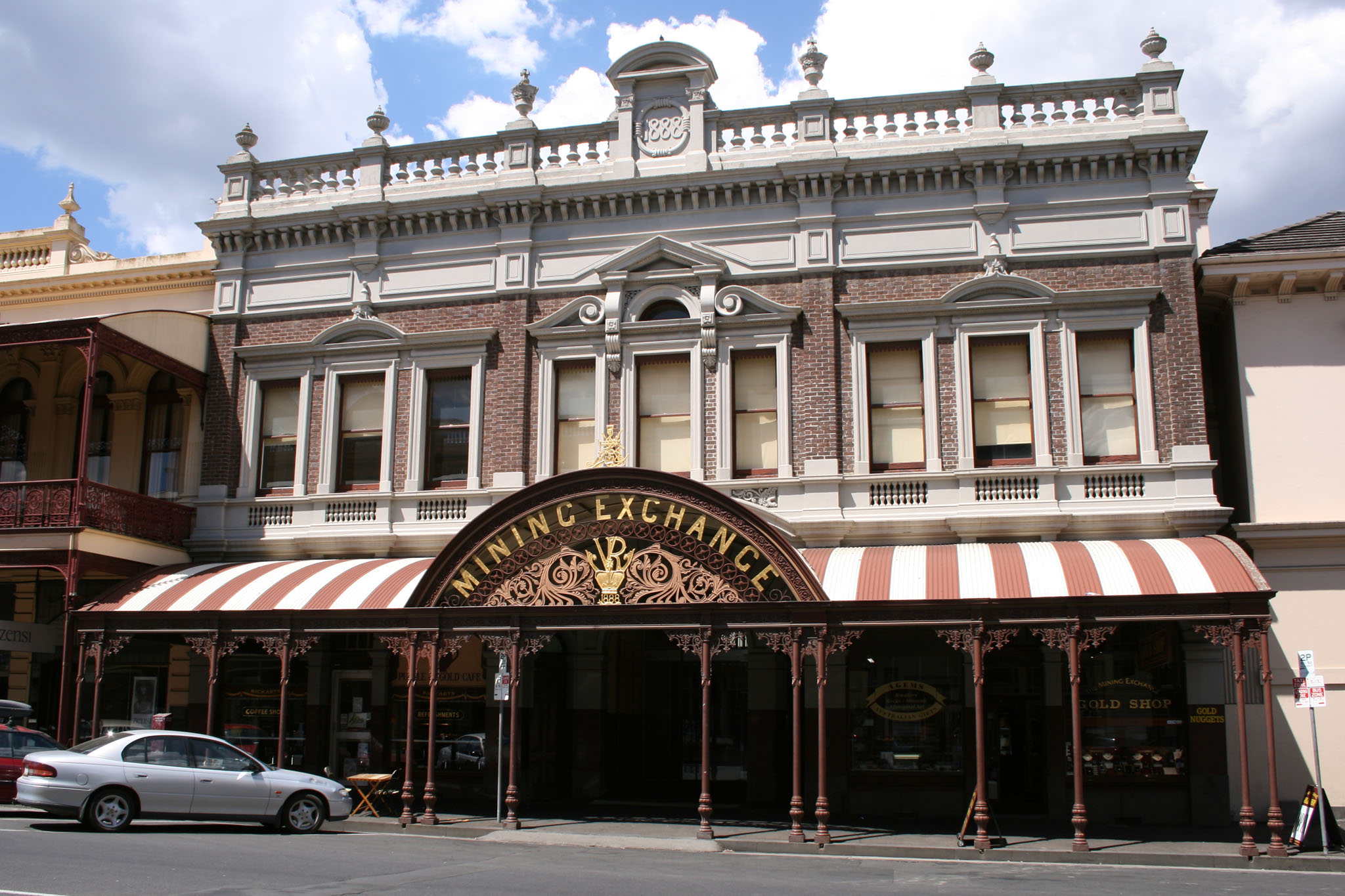
"The Mining Exchange", Ballarat, Victoria. Un edificio incluido en el "Victorian Heritage Register".

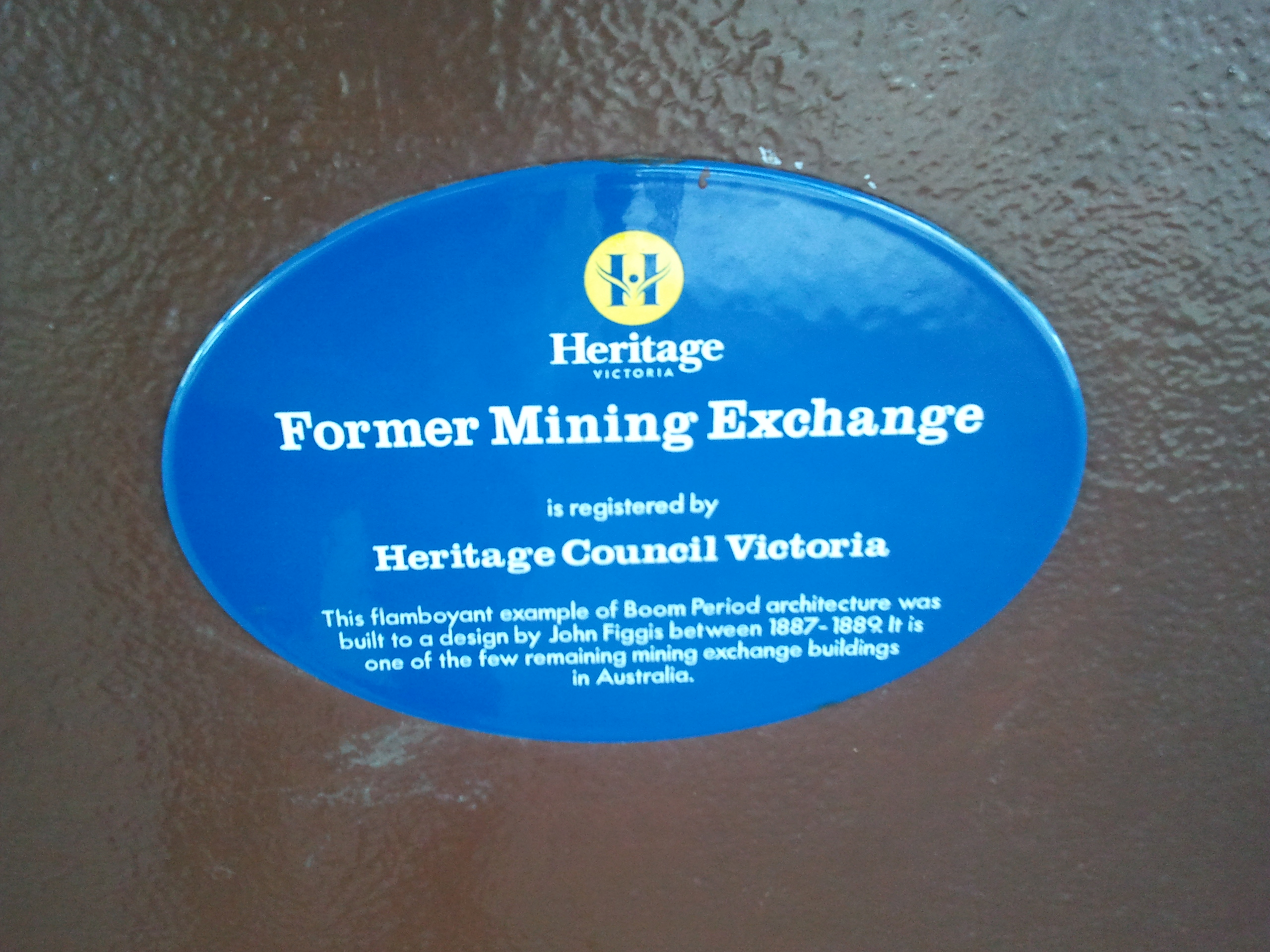
Placa azul del "Heritage Victoria" colocada en el edificio del "Ballarat Mining Exchange".

El Victorian Heritage Register (Registro de la Herencia de Victoria) hace un listado de los lugares, objetos ú edificios de significancia en la herencia cultural del Estado de Victoria, Australia. Tiene peso estatutario bajo la promulgación del "Heritage Act" de 1995 que establece a Heritage Victoria como la autoridad del permiso. El Acta y su registro proporcionan la protección para una amplia gama de lugares y objetos del patrimonio cultural, incluyendo: 
- sitios y artefactos arqueológicos históricos
- edificios históricos, estructuras y recintos
- jardines, árboles y cementerios
- paisajes culturales
- naufragios y reliquias
- objetos significativos y colecciones

"Heritage Victoria" es parte del "Department of Planning and Community Development" (Departamento del planeamiento y del desarrollo de la comunidad), un departamento del gobierno de Victoria, Australia. La "Heritage Victoria" informa al "Heritage Council" (Consejo de la herencia) que determina nombramientos al registro. El ministro para el planeamiento es el ministro responsable para la Herencia de Victoria y del Heritage Act 1995.
Enumera edificios significativos y otros sitios en Victoria y proporciona la protección legal contra la demolición u otras alteraciones a los sitios mencionados. La supresión de un sitio del listado, requiere la intervención del ministro de gobierno relevante.
A todos los lugares y objetos enumerados en el registro les dan derecho a una "placa azul".
.